# Prima lettera a Timoteo
(Prima lettera a Timoteo 6,20-21)
La Prima lettera a Timoteo è una delle tre epistole conosciute come lettere pastorali incluse nel Nuovo Testamento. Cristiani, teologi, Padri della Chiesa e scrittori dei primi secoli nonché la più antica lista dei libri del Nuovo Testamento, ovvero il Canone muratoriano (anno 180), l'elenco di Cheltenhan (360) e il Concilio di Cartagine del 397 (che produsse il canone) attribuiscono a Paolo di Tarso lo scritto. Secondo la Bibbia CEI: «Fin dal II sec. la tradizione cristiana le ritiene di Paolo e l'attribuzione è ancora valida, nonostante che la maggior parte degli studiosi preferisca, in base alla critica interna, addebitarle a un discepolo di Paolo o a un ignoto scrittore cristiano del II sec.». La lettera, indirizzata al suo giovane discepolo Timoteo quando quest era ad Efeso, fu scritta da Paolo mentre era in Macedonia. Alcuni studiosi collocano la data della stesura dell'epistola il 63 o secondo altri nel 66-67. Secondo la maggioranza degli studiosi moderni si tratta invece di una lettera pseudepigrafica, scritta da un autore diverso da Paolo tra la fine del I e l'inizio del II secolo. Una minoranza di studiosi sostiene, invece, che l'autore sia stato Paolo di Tarso, tra cui gli accademici del The American Journal of Biblical Theolo, che asseriscono che 'sia facile dimostrare che sia stato proprio l'apostolo Paolo l'autore della lettera, così come anche per il teologo e accademico britannico James Dunn, noto per le sue opere su Paolo di Tarso.

## Timoteo: "genuino figlio della fede"
Timoteo giovane cristiano di Listra, città della Licaonia una regione della Asia minore, era figlio di Eunice, devota cristiana ebrea (figlia della cristiana Loide) e di un innominato padre pagano greco (Atti 16,1). Era cresciuto fin da bambino in un ambiente cristiano, nonostante il padre non credente, per l'educazione ricevuta dalla madre Eunice e da sua nonna Loide, che le Scritture lodano per aver dimostrato una fede senza ipocrisia (2Timoteo 1,5).

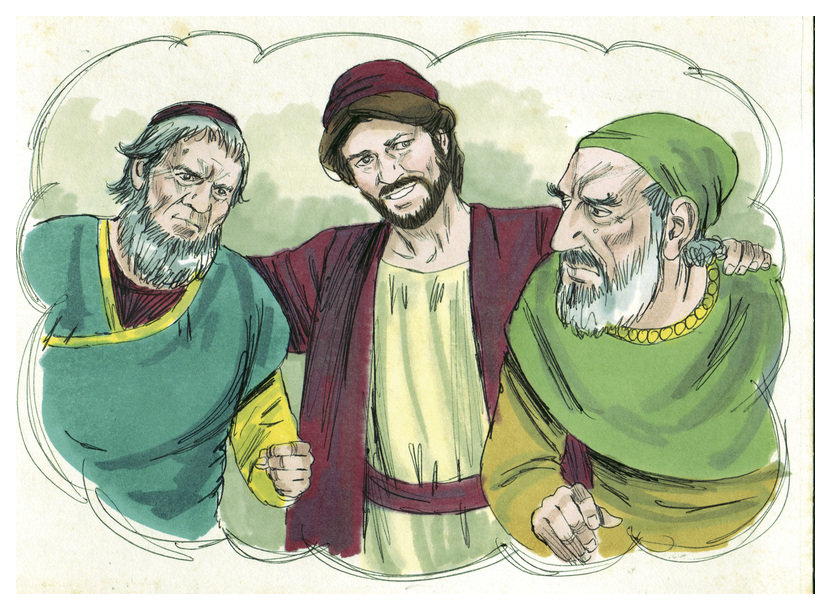
Il giovane Timoteo fra due persone più adulte, in un'illustrazione di Jim Padgett, per gentile concessione della Sweet Publishing - Bible Illustrations by Sweet Media

Madre e nonna avevano esercitato un'importante influenza sulla formazione cristiana del giovane. Di lui infatti, l'apostolo Paolo asserisce che: "dall'infanzia hai conosciuto gli scritti sacri, che possono renderti saggio per la salvezza per mezzo della fede riguardo a Cristo Gesù" (2Timoteo 3,14-15). Il racconto degli Atti degli Apostoli aggiunge altri particolari sulle qualità di Timoteo. Quando infatti l'apostolo Paolo giunge a Listra, i 'fratelli' delle chiese di Listra e Iconio rendevano buona testimonianza (Riveduta, Diodati e NWT) del "certo discepolo" chiamato Timoteo, essendo assai stimato (CEI) dai componenti di quelle chiese.
Tutto ciò spinse l'apostolo Paolo a prenderlo con sé come compagno d'opera nelle sue missioni di evangelizzazione (Atti 16,1-3). Le opere di evangelizzazione di questo giovane credente furono molteplici, infatti troviamo Timoteo come cristiano attivo sia nel racconto di Atti, che in molte citazioni di lettere dell'apostolo Paolo oltre alle due indirizzate a lui personalmente. Timoteo si dimostra, nonostante la sua relativa giovane età, un cristiano affidabile, per cui l'apostolo Paolo lo impiega in compiti importanti.
Infatti oltre a volerlo come compagno in viaggi pastorali e di evangelizzazione come a Filippi, Tessalonica e Berea (Atti 16,11-12), (Atti 17,1-4), (Atti 17,10), allorché sorgeva un problema di natura spirituale in una comunità cristiana, Paolo mandava lui, Timoteo, come garante della vera fede. In questa veste troviamo Timoteo a Corinto (1Corinzi 4,17), a Tessalonica (1Tessalonicesi 3,1) e in Macedonia (Atti 19,22).
Inoltre troviamo il nome di Timoteo nella stesura di alcune lettere dell'apostolo Paolo indirizzate a comunità cristiane, come nella Lettera a Filemone, la Lettera ai Filippesi e la Lettera ai Colossesi. Il forte legame fra Paolo e Timoteo, spinge l'apostolo di Tarso, che sa che la sua esecuzione capitale è molto prossima, ad esprimergli il grande desiderio di averlo vicino (confronta 2Timoteo 4,6 - 9).

## La Lettera

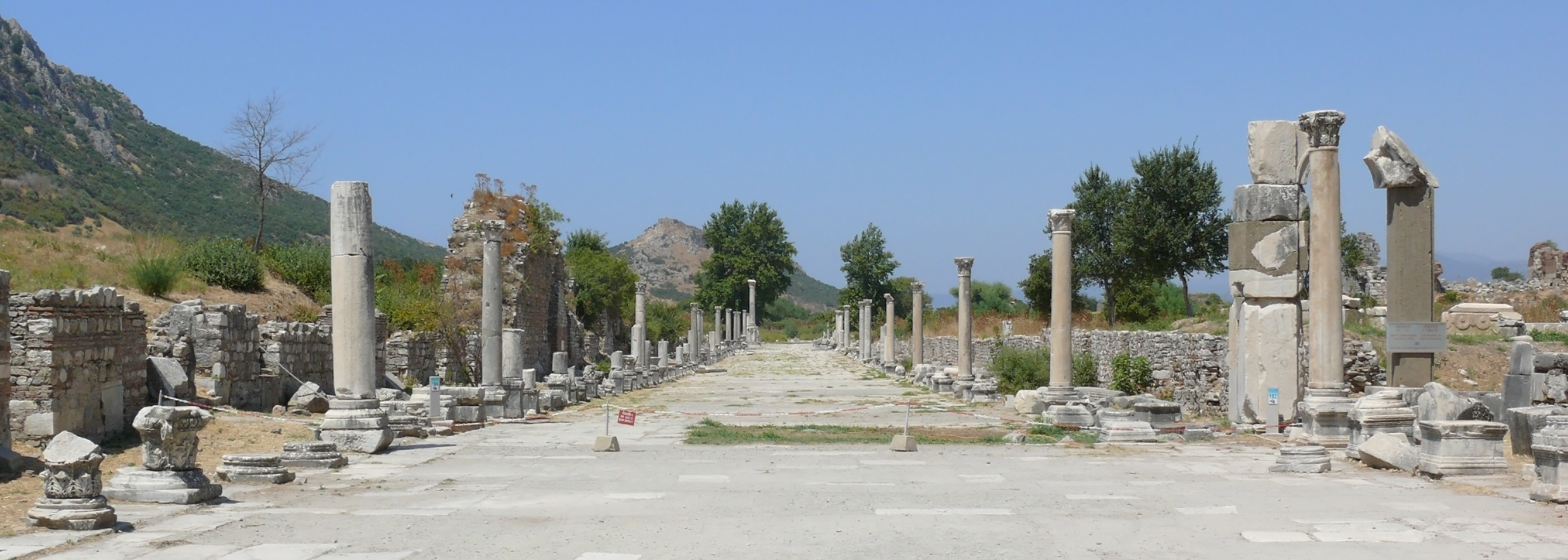
Rovine dell'Antica Efeso. Timoteo ricevette ad Efeso la sua prima lettera

La prima lettera a Timoteo è una delle tre lettere pastorali. Pastorale perché indirizzata a "pastori" di comunità cristiane quali erano Timoteo e Tito, uno pastore della comunità di Efeso, l'altro della comunità di Creta.
Ambedue questi pastori dovevano svolgere compiti che includevano la cura del "gregge" loro affidato. Timoteo (come anche Tito per la chiesa in Creta) aveva avuto un incarico dettagliato da Paolo che consisteva nell'opera pastorale di correggere e risolvere problemi che stavano mettendo in serio pericolo la comunità cristiana di Efeso, (1Timoteo 1,3-7) un ricco centro commerciale e culturale della Grecia antica nota per il paganesimo, la filosofia e il materialismo.

### Scrittore, data e luogo
La maggioranza degli studiosi considerano oggi la Prima lettera a Timoteo di origine pseudepigrafica, scritta non da Paolo, ma da un autore ignoto che usò il nome di Paolo per conferire autorevolezza allo scritto.
Cristiani, teologi, Padri della Chiesa e scrittori dei primi secoli come Clemente di Roma (90), Ignazio di Antiochia (35 - 107), Policarpo di Smirne (135), Giustino (160), Teofilo di Antiochia (180), Clemente di Alessandria (200), Tertulliano (200), Ireneo di Lione (200), Origene di Alessandria (250), Eusebio di Cesarea (300), Cirillo di Gerusalemme (348), Atanasio di Alessandria (367), Epifanio di Salamina (368), Gregorio di Nazianzo (370), Anfilochio di Iconio (370), Filastrio (383), Sofronio Eusebio Girolamo (394), Agostino d'Ippona (397), nonché la più antica lista dei libri del Nuovo Testamento ovvero il Canone muratoriano (180) e lo stesso Concilio di Cartagine del 397 (che produsse il canone), attribuiscono a Paolo di Tarso lo scritto. La lettera fu indirizzata al suo giovane discepolo Timoteo mentre era ad Efeso.

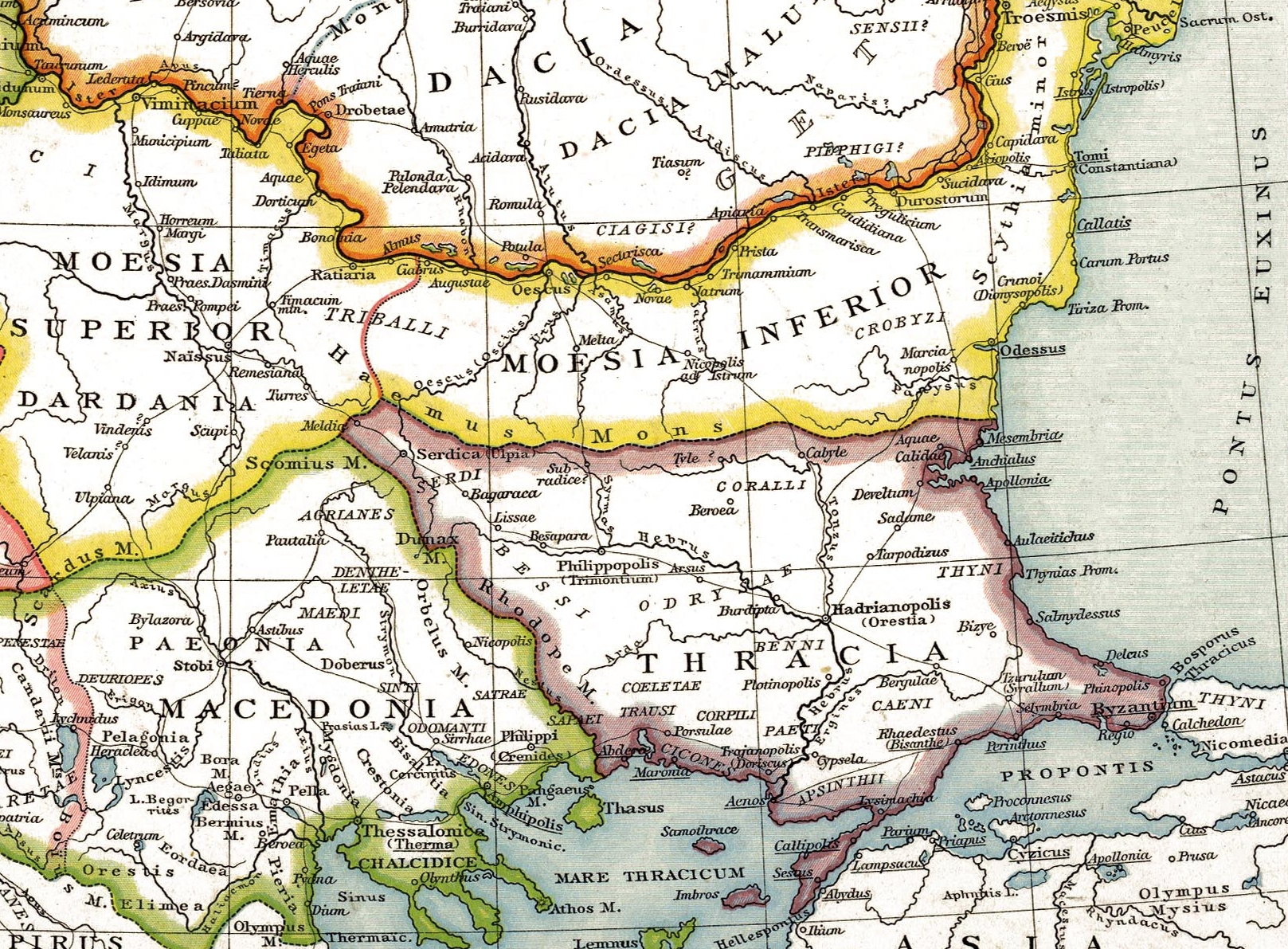
La Macedonia (in basso a sinistra), fra le altre provincie romane. Fu da questa 'regione' che Paolo scrisse la sua prima lettera a Timoteo

Una minoranza di studiosi attuali è a favore dell'attribuzione paolina e gli accademici del The American Journal of Biblical Theology  asseriscono che "è facile dimostrare" che sia stato proprio l'apostolo Paolo lo scrittore della lettera.
Inoltre il noto commentario biblico Werner Bible Commentary, asserisce che l'evidenza che sia stato l'apostolo Paolo lo scrittore delle lettere a Timoteo è "inequivocabile", contestando il punto di vista di diversi studiosi moderni che asseriscono si tratta invece di lettere pseudepigrafiche per cui anche la prima di Timoteo a loro avviso fu scritta da un autore diverso dall'apostolo Paolo, tra la fine del I e l'inizio del II secolo. Il Commentario Biblico di Werner inoltre afferma che: "[....] coloro che sostengono che Paolo non avrebbe potuto scrivere queste lettere [....]", non supportano le loro asserzioni con prove reali 
The Encyclopedia Americana nello stabilire la data in cui l'apostolo di Tarso scrisse la prima lettera a Timoteo, parte dal presupposto che per tutte le tre lettere pastorali (le due a Timoteo e quella a Tito) Paolo, prima prigioniero a Roma, era stato poi liberato verso il 61, grazie al fatto che si era appellato a Cesare. Ad avviso dell'Encyclopedia, questa sembra essere la "deduzione naturale" degli eventi, quindi asserisce: "Dopo il suo rilascio (61 E.V.) pare che Paolo intraprese un altro viaggio missionario, possibilmente in Spagna. (Rom. 15:24; anche la tradizione di Clemente Romano). In seguito egli rivisitò l'Oriente e mentre era lì (secondo quella che sembra la teoria più probabile) scrisse I Timoteo e Tito. Arrestato di nuovo, fu portato a Roma per un secondo processo. Prima che questo fosse tenuto scrisse una lettera a Timoteo (II Timoteo) sollecitandolo ad andare da lui il più presto possibile. Fu probabilmente verso il 64 o il 65 che il grande Apostolo fu giustiziato per ordine di Nerone".
Quindi ad avviso di questa enciclopedia, la data di scrittura della prima lettera a Timoteo va calcolata fra il rilascio della prima prigionia di Paolo (61) e l'arresto e la nuova prigionia (64). Alcuni studiosi collocano quindi la data della lettera nel 63 altri invece fra il 66 e il 67.
Alcuni concordano che il luogo da cui Paolo scrisse la lettera, sia stato la Macedonia. L'evidenza interna della prima lettera indica infatti (confronta 1Timoteo 1,3) che mentre Timoteo su disposizione di Paolo rimase ad Efeso per correggere alcuni problemi dei componenti di quella chiesa, Paolo stesso andò in Macedonia, da cui poi scrisse la lettera. Anche Atanasio di Alessandria e lo storico e cardinale Cesare Baronio concordano che la Macedonia fu la regione da cui Paolo scrisse la sua prima lettera a Timoteo.

### Scopo e destinatario della lettera
I sei capitoli in cui è suddivisa la prima lettera di Paolo a Timoteo sono un insieme di norme organizzative sulla chiesa nascente e di consigli al "genuino figlio della fede" affinché sorvegli e alzi la guardia su falsi insegnamenti che si stavano infiltrando nella comunità di Efeso prodotti da quella che l'apostolo definiva falsa conoscenza. D'altronde Paolo, secondo il racconto di Atti degli Apostoli aveva predetto già anni prima (a Mileto) incontrando i presbiteri della chiesa di Efeso, la situazione che si sarebbe venuta a creare: "So che dopo la mia partenza entreranno fra voi oppressivi lupi i quali non tratteranno il gregge con tenerezza, e che fra voi sorgeranno uomini che diranno cose storte per trarsi dietro i discepoli" (Atti 20,29-30).
Come fa notare Tertulliano: "Di qui proprio derivano quei racconti favolosi, quelle genealogie interminabili, quelle questioni lunghe ed oziose, quelle discussioni sottili, che s'insinuano negli animi come qualcosa di malefico che ti consuma e ti uccide. L'Apostolo, quando vuole preservarci da quello che è male, ci avverte appunto di star bene in guardia contro l'opera della filosofia."
La lettera contiene inoltre disposizioni per le donne e la loro posizione nella chiesa, la cura delle vedove, la considerazione per uomini anziani per donne e giovani, i requisiti dei pastori nominati per prendere la direttiva nella chiesa, i consigli sul subdolo amore del denaro e presta particolare attenzione al "giusto" insegnamento. Lo scopo della lettera non è quindi solo quello di stabilire precisi principi da adottare nella chiesa, ma anche quello di esortare Timoteo a non scoraggiarsi, custodendo il deposito che gli era stato affidato divenendo un esempio nell'applicazione di esso. 6,20
Il destinatario è Timoteo 1,1-2, il pastore della chiesa di Efeso. I consigli della lettera comunque, si applicano per estensione, ad avviso del teologo James Dunn a tutti i pastori delle chiese primitive e le norme organizzative sulle particolari disposizioni nella chiesa sono da considerarsi parte della Scrittura utile per ogni cristiano. 3,16-17

### Autenticità e canonicità

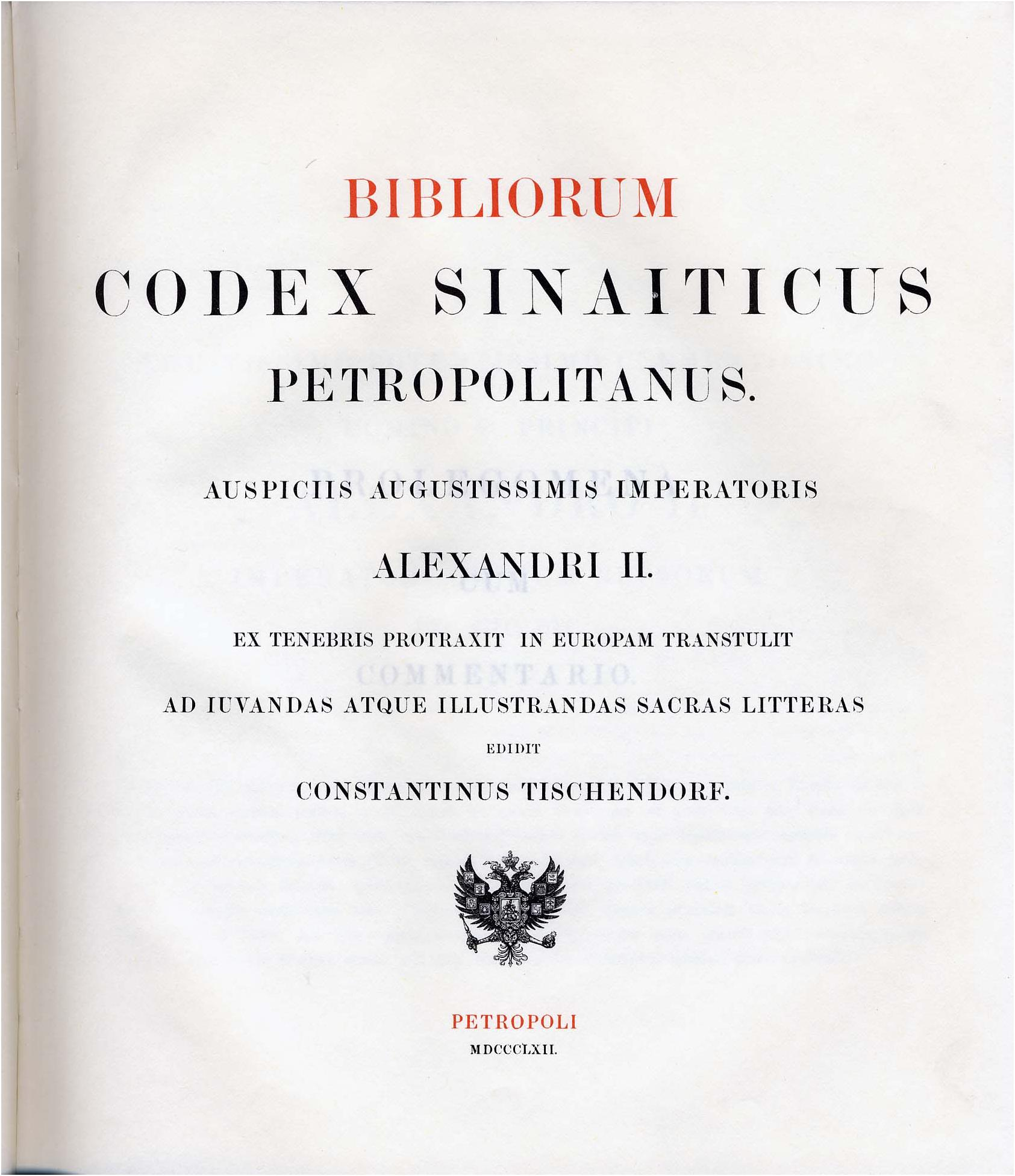
Il Codex Sinaiticus, uno dei tanti codici contenenti la prima lettera a Timoteo

Accettata nei primi secoli dopo Cristo come parte del canone biblico, la prima lettera a Timoteo è inclusa in tutti i cataloghi dei primi secoli.
The New Bible Dictionary (chiamato anche The Illustrated Bible Dictionary) di J.D. Douglas, ammette: "Ci sono pochi scritti del Nuovo Testamento che hanno un'attestazione più vigorosa,[....]. L'obiezione all'autenticità deve perciò considerarsi come innovazione moderna contraria alla forte evidenza della chiesa primitiva".
La canonicità della lettera è comprovata da elenchi e codici dei primi secoli. Il Canone muratoriano (180 d.C.) e il Concilio di Cartagine del 397 (che produsse il canone) lo includono nei libri certi e canonici della Bibbia
La lettera è anche contenuta nel Codice Sinaitico o Codex Sinaiticus (Londra, Brit. Libr., Add. 43725; Gregory-Aland no. א o 01), manoscritto in greco onciale (cioè maiuscolo) datato tra il 330-350 dopo Cristo.

### Contenuto
I. Il primo capitolo contiene i saluti di Paolo e le sue istruzioni circa le speculazioni insensate che si insinuano nella Chiesa: cfr. 1Ti 1,6-7.
- Paolo dichiara immediatamente la sua preoccupazione e ciò che si aspetta da un cristiano fedele quale è Timoteo: Comandare a certuni di non insegnare una diversa dottrina prestando attenzione a false storie e a genealogie che finiscono nel nulla e deviano dalla fede.
- Quindi il cruccio ricorrente in altre sue lettere, ovvero quello che lui era prima della conversione, quando era bestemmiatore, persecutore ed insolente (1,13[42]), mettendo in risalto la grande misericordia mostratagli da Dio, quando era ancora nell'ignoranza e mancante di fede.
- Il primo capitolo si conclude con l'esortazione fatta al cristiano di Listra affinché continui a combattere la guerra per la fede sforzandosi di mantenere una buona coscienza e a non imitare il comportamento dei due cristiani efesini Imeneo ed Alessandro che avevano invece ripudiato e fatto naufragare la loro fede. (1,19-20[43])

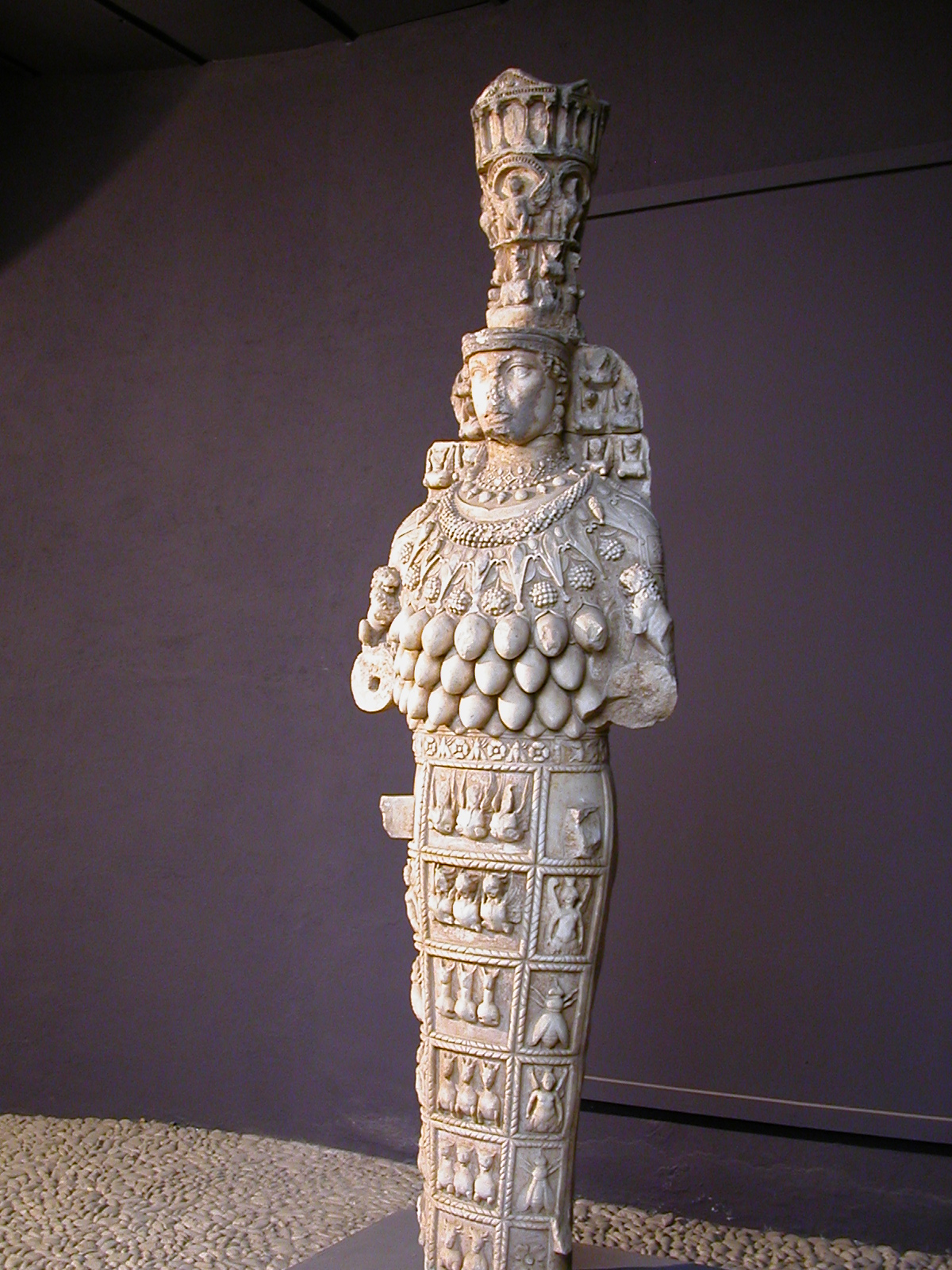
La "Signora di Efeso" Artemide. In Efeso, ricco centro commerciale e culturale della Grecia antica, Artemide era adorata soprattutto come dea della fertilità. Le statue greche la ritraggono in genere come una giovane con arco e frecce, le statue provenienti da questa zona invece, la mostrano con il busto coperto di protuberanze rotondeggianti che sono state interpretate sia come seni che come testicoli di toro.

II. Il secondo capitolo inizia con una dichiarazione sul proposito di Dio per la salvezza "il quale vuole che tutti gli uomini siano salvati e arrivino alla conoscenza della verità" (2,4) e sul ruolo salvifico di Gesù Cristo, mediatore (fra Dio e gli uomini), che diede "se stesso in riscatto per tutti" gli uomini (2,6).
- Paolo dà quindi indicazioni sul comportamento delle donne cristiane. Nella città della "Signora di Efeso" Artemide[Nota 2][46] la pressione pagana doveva essere enorme anche sulla moda e sui costumi, Paolo consiglia le donne cristiane di adornarsi con "veste convenevole" e con abbigliamento non appariscente (2,9-10[47]) e di mostrare modestia dedicandosi ad opere buone per tutta la comunità cristiana. Nella chiesa la donna non doveva insegnare ed esercitare alcuna autorità, ma essere sottomessa. E qui Paolo loda le donne che rispettate, professano di riverire Dio (2,11-15[48]) rimanendo "in fede e amore e santificazione insieme a sanità di mente". Gli esegeti del cattolico "Nuovo Grande Commentario Biblico"[49] - nell'osservare come "l'autore delle pastorali parla esplicitamente e soltanto del comportamento delle donne durante il culto cristiano, ma potrebbe anche prefiggersi un'applicazione più generale" - evidenziano come il verso "Non concedo a nessuna donna di insegnare, né di dettare legge all'uomo"[50], proibisce un comportamento che "secondo l'autore, sarebbe una violazione di Gen3,16.13-14" ("Verso tuo marito sarà il tuo istinto, ma egli ti dominerà"), mentre il passo "Perché prima è stato formato Adamo e poi Eva; e non fu Adamo ad essere ingannato, ma fu la donna che, ingannata"[51] "è un argomento scritturale che si richiama a Gen2-3 (LXX) e si serve del medesimo linguaggio. Si stabiliscono due punti: il maschio ha la priorità perché è stato creato per primo e, poiché in Gen3,13 «l'essere ingannata» è ascritto in modo esplicito alla donna e non all'uomo, è più probabile che le donne vengano fuorviate, per cui non dovrebbero insegnare (vedi anche Sir25,24)"[Nota 3].

III. Il terzo capitolo offre istruzioni sul culto pubblico e sulla condotta morale dei responsabili della Chiesa (le traduzioni bibliche traducono: Episcopi, CEI - Vescovi, NR e ND - Sorveglianti, NWT).
- I responsabili della chiesa dovevano essere di esempio all'intera comunità e dovevano soddisfare requisiti specifici: Essere irreprensibili, mariti di una sola moglie, avere abitudini moderate, di mente sana (equilibrati), ordinati, ospitali e buoni insegnanti della parola di Dio, ragionevoli, non bellicosi e non materialisti e amanti del denaro. Per dirigere la chiesa, inoltre questi uomini dovevano aver dato esempio di aver già diretto bene, una comunità più piccola, quale era proprio la loro famiglia, avendo i figli obbedienti come esempio di serietà. Il responsabile inoltre non doveva essere un recente convertito, ma doveva aver avuto una certa esperienza nel cristianesimo. (3,1-7[52])
- Quindi passa ad un'altra categoria di aiuto responsabili (le Bibbie traducono Diaconi, CEI, NR e ND - Servitori di Ministero, NWT).
- Questi aiuto responsabili dovevano similmente essere seri, leali, non dediti al vino, onesti, puri, liberi da accusa, e prima provati per le mansioni che si intendevano loro affidare. Inoltre dovevano essere mariti di una sola moglie e uomini che dirigevano la famiglia in maniera eccellente
- Queste regole generali, Paolo si impegna a spiegarle doviziosamente quando avrà raggiunto Timoteo ad Efeso. Esse dovevano intanto servire a Timoteo: "affinché tu sappia come ti devi comportare nella casa di Dio" (3,14-15[53])

IV. Il capitolo quarto contiene una descrizione dello sviluppo dell'apostasia nella chiesa.
- Alcuni infatti si sarebbero allontanati dalla fede a causa di insegnamenti di demoni. Uomini ipocriti proferendo menzogne avrebbero proibito anche di sposarsi, comandando anche di astenersi da certi cibi. Timoteo deve respingere le false storie addestrandosi in vista della "santa devozione" (4,1-7[54]).
- Nessuno doveva disprezzare la giovinezza di Timoteo, ma per fare questo lui per prima doveva essere un eccellente esempio nella condotta e nel servizio a Dio. Paolo invita quindi Timoteo a prestare costante attenzione al suo comportamento e al suo insegnamento, perché il risultato sarebbe stato che: "salverai sia te stesso, che quelli che ti ascoltano" (4,16[55])

V. In questa parte della lettera Paolo consiglia Timoteo sulla giusta maniera di trattare le persone in genere: gli anziani come padri, le donne anziane come madri, i giovani come fratelli e le giovani ragazze come sorelle.
- Questa parte della lettera è riservata anche ai bisogni delle vedove, l'imperativo è: onorare le vedove. La famiglia della vedova, per prima, doveva aver cura della sua parente. Il non agire, avendo cura della vedova, sarebbe stato come rinnegare la stessa fede. Se un cristiano non provvede ai bisogni della propria famiglia è peggiore di uno senza fede 5,8[56]
- Gli anziani (NR, ND e NWT), (Presbiteri per la CEI), che presiedono le chiese in modo eccellente siano degni di doppio onore, in particolar modo coloro che 'faticano' nel parlare e insegnare. Un associato alla chiesa che pratica il peccato deve essere ripreso dinnanzi agli 'astanti' ma senza prevenzione, favoritismo e pregiudizio.5,20-21[57]

VI Nel sesto ed ultimo capitolo, Paolo esorta Timoteo a mantenersi fedele e ad evitare le ricchezze profane.
- Gli schiavi devono avere rispetto per i loro padroni, in particolar modo se il 'padrone' è un credente. La prospettiva generale richiamata nelle lettere canoniche attribuite a Paolo è sottolineata anche nella Lettera a Tito, dove si "esorta gli schiavi a esser sottomessi in tutto ai loro padroni; li accontentino e non li contraddicano, non rubino, ma dimostrino fedeltà assoluta, per fare onore in tutto alla dottrina di Dio, nostro salvatore"[Nota 4].
- L'uomo umile accetta le sane parole al contrario di chi è gonfio di orgoglio.
- È sbagliato per un cristiano avere la determinazione di arricchire, può rappresentare un 'laccio' che può condurlo alla distruzione. "L'amore del denaro è la radice di ogni sorta di cose dannose". 6,10[58]. Paolo invita Timoteo a dimostrarsi "uomo di Dio" e a perseguire le virtù cristiane mostrandosi "immacolato e irreprensibile". I cristiani che sono già ricchi dovrebbero imparare a riporre la loro speranza in Dio anziché nelle "ricchezze incerte" come risultano essere quelle materiali.
- Paolo conclude quindi la sua lettera con i saluti al giovane cristiano di Listra, ma con un consiglio finale: Che Timoteo continui a "custodire il suo deposito" di verità dottrinali, evitando le "parole vuote" e "le contraddizioni della falsamente chiamata conoscenza" 6,20-21[59].

## Dibattito sull'autenticità e polemica delle prove interne a 1 Timoteo e alle altre due lettere pastorali
Alcuni studiosi, sostengono che sulla base delle cosiddette prove interne alla stessa lettera, che analizzano, contenuto, stile, grammatica e vocabolario, l'apostolo Paolo, non può essere l'autore della prima lettera a Timoteo come anche delle altre due epistole pastorali.
La Prima lettera a Timoteo, la Seconda lettera a Timoteo e la Lettera a Tito formano il gruppo delle cosiddette lettere pastorali. L'autenticità paolina delle lettere pastoriali è oggetto di discussione nel moderno ambito accademico, a causa delle particolarità stilistiche e di contenuto che le contraddistinguono. Oggi alcuni studiosi attribuiscono questi scritti a una tradizione paolina successiva all'apostolo. Altre ipotesi spaziano dall'origine paolina all'eventuale rielaborazione di detti o scritti di Paolo: un recente dibattito è ad esempio sorto intorno all'attribuzione di un papiro, il 7Q4, ritrovato a Qumran.

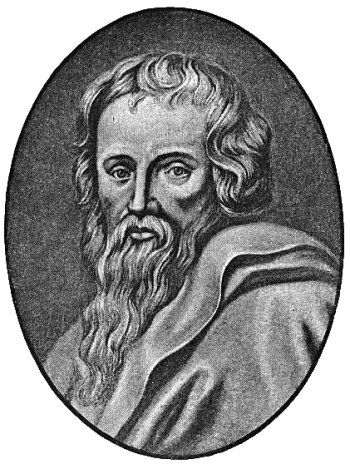
Un'illustrazione raffigurante l'apostolo Paolo, scrittore delle lettere pastorali

Altri studiosi sostengono, invece, che l'autore sia stato Paolo di Tarso. Ad esempio, uno degli studiosi che ha ampiamente analizzato e spiegato il dibattito legato all'autenticità delle lettere pastorali è stato il teologo e accademico britannico James Dunn noto per le sue opere su Paolo di Tarso, facendo rilevare che uno dei principali errori dei moderni critici è stato quello di esaminare le tre lettere nell'insieme, anziché singolarmente.. Ad avviso di Dunn è più importante concentrare l'attenzione sulla coerenza interna di ogni singola lettera visto che "poche persone leggeranno il corpus integrale delle tre lettere in una sola seduta". Secondo lo studioso esiste un paradosso: Come mai le tre lettere pastorali, nonostante siano "tra gli scritti più apprezzati fra quelli neotestamentari", allo stesso tempo negli ultimi 150, sono fra quelli più screditati in ambito accademico?
Dunn prende in esame diversi aspetti che analizzano: le ragioni sollevate dai critici, la coerenza interna delle stesse singole lettere, l'importanza della teologia in esse contenuta, i temi fondamentali comuni alle tre lettere e la questione dell'ordine della scrittura delle lettere citando i critici accademici del "recente dibattito". Nella sua analisi infatti cita lo storico del cristianesimo primitivo Luke Timothy Johnson (secondo cui fu la seconda lettera di Timoteo ad essere scritta per prima), lo studioso del The Saint Paul Seminary School of Divinity, Jerome D. Quinn (secondo cui, invece, fu la lettera a Tito la prima ad essere scritta) e dei teologi e docenti, Gordon Fee e George Knight (secondo i quali l'ordine di scrittura fu 1 Timoteo, Tito e quindi 2 Timoteo, anziché 1 Timoteo, 2 Timoteo e Tito)
Il suo dettagliato lavoro mette in evidenza fra gli altri, i seguenti punti:
- "La moda di trattare le tre lettere insieme, per parlare della teologia o ecclesiologia delle Pastorali, piuttosto che di ogni lettera separatamente può essere fuorviante, in quanto la Seconda a Timoteo, ha una portata differente delle altre due lettere".
- Ad avviso dell'accademico le tre lettere furono scritte nello stesso periodo di tempo: "Sono certamente più vicine fra loro di quanto non siano a tutti gli altri scritti NT, tra cui le lettere indiscusse di Paolo" e sono tutte coerenti con i temi trattati da Paolo infatti "condividono la stessa ampia caratteristica: il consiglio di Paolo a due dei suoi più importanti collaboratori". Infatti "basta confrontare (1Timoteo 3,1-13[62]) con (Tito 1,5-9[63]) (responsabili delle chiese), (1Timoteo 5,1 - 6,2[64]) con (Tito 2,1-15[65]) (buona gestione della casa), e (1Timoteo 2,1-2[66]) con (Tito 3,1,2[67]) (autorità civili)". Inoltre il teologo britannico fa notare che 1 Timoteo e 2 Timoteo, scritte alla stessa persona contengono punti evidenti di convergenza su temi specifici. Basta confrontare: termini di ricordi personali (1Timoteo 1, 12-16[68]) con (2Timoteo 1,8-15[69]); (1Timoteo 1,20[70]) con (2Timoteo 2,17-18[71]), affidamento di incarico personale (1Timoteo 1,18[72]) e (1Timoteo 6,13[73] con (2Timoteo 4,1[74]); (1Timoteo 4,14[75]) con (2Timoteo 1,6[76]), avvertimenti contro i falsi insegnamenti (1Timoteo 1,3-7[77]) e (1Timoteo 4,1-3[78]) con (2Timoteo 3,1-5[79]) e (2Timoteo 4,1-4[80]; (1Timoteo 6,4[81] e (1Timoteo 6,20[82]) con (2Timoteo 2,14[83]), (2Timoteo 2,16[84]) e (2 Timoteo 2,23[85]. Tutte e tre le lettere, inoltre fa notare Dunn sono accomunate dallo stesso vocabolario nel mostrare considerazione, per qualità come la fede e la pietà come anche il disprezzo di alternative al comportamento cristiano. Ad avviso del teologo quindi bisogna concentrarsi sulla coerenza interna delle singole lettere trattandole nel loro ordine storico e canonico.
- L'ovvia risposta, come dalle dichiarazioni esplicite contenute nelle lettere, che lo scrittore delle tre lettere pastorali sia Paolo, ha trovato in disaccordo gli studiosi degli ultimi 150 anni. Dunn fa comunque notare che, la risposta alla domanda di chi realmente scrisse le lettere, può diventare talmente "dominante" che alla fine, lo stesso valore delle lettere, rischia di essere oscurato da ciò che il teologo definisce "questioni di secondaria importanza" aggiungendo che "non dobbiamo confondere l'indirizzo personale delle lettere (Timoteo e Tito) con la loro funzione. Qualunque sia la loro origine, (le lettere) non sono state destinate solo per gli occhi e le orecchie di Timoteo e Tito. Queste lettere erano destinate ad essere lette alla chiesa nel suo complesso e, quindi, da utilizzare come manuali di disciplina per il beneficio di tutta la comunità. Il loro valore in effetti supera la questione dello status storico di Timoteo e Tito, così come sopravvive alla morte di Paolo."

D'altronde anche gli accademici del The American Journal of Biblical Theology asseriscono che "è facile dimostrare" che sia stato proprio l'apostolo Paolo lo scrittore della Prima lettera a Timoteo, una delle tre lettere appartenenti alle Pastorali. Queste, le considerazioni della rivista di teologia biblica statunitense:
- "L'intento delle epistole pastorali è quello di affrontare problemi specifici che sorsero nella Chiesa e di incoraggiare i loro Pastori sul come affrontare queste questioni. Per questo motivo, queste lettere hanno un tono e una struttura personale un po' diverse dalle altre epistole". L'American Journal of Biblical Theology sostiene che quando si scrive a una singola persona lo stile risulta essere diverso rispetto a quando si scrive per un vasto pubblico. Nel dibattito sulle lettere pastorali si deve notare, secondo questi teologi, che la precisazione del destinatario a cui si scrive (ovvero una singola persona o un vasto pubblico) diventa fondamentale. Lo scrivere per un vasto pubblico comporta un "vocabolario (e illustrazioni) molto diverso da quello che si usa per un singolo amico a noi vicino. Il vocabolario e la grammatica è più formale, e si tende ad usare una formulazione più precisa" di quella usata nello scrivere a un amico.
- La polemica sollevata "dagli studiosi che sostengono, sulla base di prove interne (vocabolario, grammatica, contenuto e stile), che Paolo non è l'autore delle epistole pastorali" è, ad avviso della rivista di teologia, "relativamente facile" da controbattere, dimostrando che "l'autore delle epistole pastorali è proprio l'apostolo Paolo". Il fatto che "storicamente, queste tre lettere non corrispondano esattamente ai calcoli del libro degli Atti" non può essere considerata una prova. "Paolo non ha scritto il libro degli Atti, e lo scopo di questo libro (gli Atti) non è quello di fare un resoconto esaustivo di tutte le esperienze di Paolo". "Ad esempio, Clemente di Roma (tra gli altri) cita viaggi di Paolo, che non sono riportati nel libro degli Atti degli Apostoli".
- "Ci sono molte parole usate in queste lettere che non vengono utilizzate in altri scritti che sono più sicuramente attribuiti a Paolo. Tuttavia il diverso pubblico e le diverse circostanze possono certamente essere motivo dell'uso di parole diverse".
- "La paternità paolina non è stata impugnata nei primi secoli. Le altre argomentazioni per confutare Paolo come autore, possono essere facilmente controbattute quando si presta attenzione al contesto e al luogo da cui queste lettere furono scritte". Ad avviso della rivista, "la grande quantità di prove esterne (scritti dei primi autori cristiani)" riconoscono in Paolo l'unico autore delle tre lettere.
- "I primi storici della chiesa registrano all'unanimità la morte di Paolo per mano di Nerone alla fine della sua seconda prigionia romana. La seconda lettera a Timoteo è stata scritta prima della stagione invernale (2 Tim. 4:21), prima del suicidio di Nerone, quindi la lettera doveva essere stata scritta entro il 67 d.C. Di conseguenza, questa lettera (1 Timoteo) doveva essere stata scritta in una data precedente. Quanto prima è difficile da determinare poiché abbiamo poca conoscenza del contenuto e della cronologia dei dettagli degli ultimi anni di Paolo. 1 Timoteo 1:03 indica che Paolo era in Macedonia quando scrisse questa lettera mentre Timoteo stava servendo la chiesa di Efeso, una delle più grandi città della regione."
- The American Journal of Biblical Theology analizza versetto per versetto tutti i sei capitoli della prima lettera a Timoteo sostenendo la coerenza interna della lettera ed evidenziando stile e vocabolario, che ad avviso di questi teologi, sono da attribuire proprio all'apostolo Paolo.[86]

## Contenuto teologico e utilità della lettera
(Seconda lettera a Timoteo 2Timoteo 3,16-17)
(James Dunn, teologo e accademico britannico)

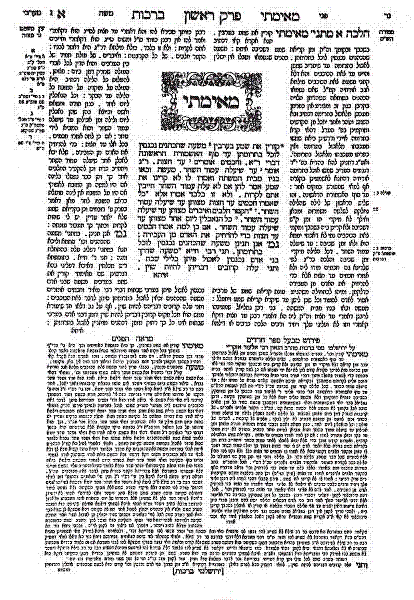
Una pagina del Talmud babilonese. L'importanza del consiglio di Paolo a Timoteo di "non prestare attenzione a false storie e a genealogie, che finiscono nel nulla" di 1Timoteo 1,4, ha un riscontro negli estremi cui giunsero gli ebrei nel fare ricerche genealogiche "indagando meticolosamente su tutte le possibili discrepanze". Secondo Hebrew-English Edition of the Babylonian Talmud, il Talmud babilonese (Pesachim 62B) afferma che: "tra Azel e Azel (1Cronache 8,39-9,44, un libro biblico che contiene le genealogie) "esistevano interpretazioni esegetiche pari al carico di quattrocento cammelli"

Come tutte le altre lettere dell'"apostolo delle nazioni", il contenuto della Prima lettera a Timoteo ha un ampio contenuto teologico e come fa notare il teologo James Dunn, il loro valore oltrepassa e sopravvive alle condizioni e allo scopo dei personaggi implicati duemila anni fa.
- "Un cristianesimo alle origini che pur continuando ad affermare la sua continuità e identità con il patrimonio ebraico, sostiene che Dio vuole salvare tutti grazie al mediatore Gesù Cristo, sacrificato per i peccati dell'intera umanità" 1Timoteo 2,4-6[89], 1Timoteo 2,4-6[90] (Dunn). Il tema centrale della "salvezza" mediante Cristo diventa in questa lettera di Paolo fondamentale. "Il fatto che Dio e Cristo possono ugualmente essere descritti come "Salvatore" non è indice di confusione, [...] ma di un riconoscimento del fatto che Dio ha agito per mezzo di Cristo (Dunn).
- Un avvertimento severo ai cristiani che si dedicano a speculazioni e discussioni filosofiche che ostacolano la crescita cristiana e che Paolo colloca insieme alle "opere della carne" in opposizione al "sano insegnamento secondo la gloriosa buona notizia del felice Iddio" 1Timoteo 6,3-6[91], 1Timoteo 1,4[92]
- Il cristiano non deve vivere una vita imperniata sul materialismo. "I cristiani nell'Efeso avida di denaro"[93] erano esposti all'influenza esercitata dalle cose materiali e Paolo ricorda che l'amore del denaro è la radice di ogni male. Non quindi il denaro in sé stesso, ma l'amore del denaro che ha a che fare con l'avidità.1Timoteo 6,6-12[94] e 1Timoteo 6,17-19[95]
- "L'ordine nelle famiglie come il modello o il criterio di una chiesa ordinata e la preoccupazione di una rispettabilità personale come metro della condotta cristiana."(Dunn). La lettera "suscita apprezzamento per le ordinate disposizioni di Dio nella comunità cristiana in cui uomini e donne possono fare la loro parte per mantenere l'armonia" spirituale.[96] Non ultimo, Paolo dà consigli a chi deve dirigere la chiesa ed ha incarichi di responsabilità in essa e stabilisce un modello per tutte le chiese.
- "La teologia (delle lettere di Paolo, 1 Timoteo compresa)[....] è messa direttamente in corollari pratici per la vita quotidiana, [...] la loro logica è stata profondamente radicata nel vangelo. L'importanza di questa osservazione per le chiese di tutti i tempi difficilmente può essere sottovalutata".(Dunn)
- Nella lettera è stabilito un modello anche per i giovani cristiani. Tutti i cristiani, come il giovane Timoteo preso come esempio, devono testimoniare la loro fede aiutando gli altri, in tal modo non solo salveranno se stessi ma anche coloro che ascoltano il messaggio salvifico cristiano.1Timoteo 4,15-16[97].
- "Il messaggio a Timoteo è rilevante oggi come lo era nel primo secolo" (John W. Carter nel American Journal of Biblical Theology)[98]

### Riferimenti
1. 1 2 3 4  Autore in The First Epistle To Timothy di Mark A. Copeland
2. 1 2  La Sacra Bibbia, versione ufficiale CEI, CEI-UELCI, 1996, p. 1184
3. 1 2 3 4   Trinity College in the University of Toronto, su trinity.utoronto.ca. URL consultato il 21 aprile 2013 (archiviato dall'url originale l'8 gennaio 2014).
4. 1 2 3 4   The American Journal of Biblical Theology, su biblicaltheology.com. URL consultato il 21 aprile 2013 (archiviato dall'url originale l'8 gennaio 2014).
5. ↑   Paolo autore della prima lettera a Timoteo, su biblicaltheology.com. URL consultato il 21 aprile 2013 (archiviato dall'url originale l'8 gennaio 2014).
6. 1 2 3 4   Copia archiviata (DOC), su dfsmith.com. URL consultato il 27 aprile 2013 (archiviato dall'url originale l'8 gennaio 2014). Documento doc
7. ↑   1Tim 6,20-21, su La Parola - La Sacra Bibbia in italiano in Internet.
8. ↑   Le altre due sono: La seconda lettera a Timoteo e la lettera a Tito, su earlychristianwritings.com. URL consultato il 5 ottobre 2009 (archiviato dall'url originale il 20 febbraio 2008).
9. ↑  Tutta la Scrittura è ispirata da Dio e utile, p. 230 paragrafo 5, Watch Tower, New York, 1971
10. ↑  Autore in The First Epistle To Timothy di Mark A. Copeland - Teologi e Scrittori del I secolo attribuiscono la lettera a Paolo
11. 1 2 3  Tutta la Scrittura è ispirata da Dio e utile, p. 230 paragrafo 5 e schema a p. 298, Watch Tower, New York, 1971
12. 1 2  Cenni sulla caratteristica della prima lettera a Timoteo
13. 1 2  Atanasio e Baronio: Il luogo della prima lettera a Timoteo fu la Macedeonia
14. 1 2  An Overview Of The Book Of 1 Timothy
15. 1 2  Data della composizione della lettera secondo il Bible Dictionary
16. 1 2 3  «According to Some Modern Scholarship: Written by an unknown Christian towards the end of the 1st century, using Paul's name and some of his original material to give the letter authority»: questa nota segue l'indicazione che Paolo apostolo è l'autore della lettera; Bruno Maggioni, Introduzione all'epistolario paolino in La Bibbia, Edizioni San Paolo, 2009; Raymond E. Brown, Joseph A. Fitzmyer, Roland E. Murphy, Nuovo Grande Commentario Biblico, Queriniana, 2002, pp. 1168-1170, ISBN 88-399-0054-3; Bibbia TOB, Elle Di Ci Leumann, 1997, pp. 2743-2747, ISBN 88-01-10612-2; Parola del Signore Commentata, traduzione interconfessionale, Nuovo Testamento, LDC/ABU, 1981, p. 624; Bart Ehrman, Il Nuovo Testamento, Carocci Editore, 2015, pp. 280, 411, 415, 416, 417, 419, ISBN 978-88-430-7821-9; Benjamin Fiore, S.J., The Pastoral Epistles: First Timothy, Second Timothy, Titus, Collegeville, Minnesota, 2007, pp. 15; Norman Perrin, The New Testament: An Introduction, pp. 264-5; Werner Georg Kummel, Introduction to the New Testament, pp. 371-84; Paolo Iovino, Lettere a Timoteo ; Lettera a Tito, Edizioni Paoline, 2005, ISBN 9788831529075, pp. 276-7.
17. 1 2  AA. VV, "Introduzione in "Le lettere di Paolo", EDB, 2008
18. 1 2 3   Paolo autore della prima lettera a Timoteo: However, it is relatively easy to defend the position that the author of the pastoral epistles is, indeed, the apostle, Paul., su biblicaltheology.com. URL consultato il 21 aprile 2013 (archiviato dall'url originale l'8 gennaio 2014).
19. 1 2   Copia archiviata (DOC), su dfsmith.com. URL consultato il 27 aprile 2013 (archiviato dall'url originale l'8 gennaio 2014). Documento sull'autenticità delle tre Lettere Pastorali
20. ↑   Atti 16,1, su La Parola - La Sacra Bibbia in italiano in Internet.
21. ↑   2Timoteo 1,5, su La Parola - La Sacra Bibbia in italiano in Internet.
22. ↑   2Timoteo 3,14-15, su La Parola - La Sacra Bibbia in italiano in Internet.
23. ↑   Atti 16,1-3, su La Parola - La Sacra Bibbia in italiano in Internet.
24. ↑   Atti 16,11-12, su La Parola - La Sacra Bibbia in italiano in Internet.
25. ↑   Atti 17,1-4, su La Parola - La Sacra Bibbia in italiano in Internet.
26. ↑   Atti 17,10, su La Parola - La Sacra Bibbia in italiano in Internet.
27. ↑   1Corinzi 4,17, su La Parola - La Sacra Bibbia in italiano in Internet.
28. ↑   1Tessalonicesi 3,1, su La Parola - La Sacra Bibbia in italiano in Internet.
29. ↑   Atti 19,22, su La Parola - La Sacra Bibbia in italiano in Internet.
30. ↑   2Timoteo 4,6 - 9, su La Parola - La Sacra Bibbia in italiano in Internet.
31. ↑  La visione teologica delle lettere pastorali Archiviato il 5 marzo 2016 in Internet Archive.
32. ↑   1Timoteo 1,3-7, su La Parola - La Sacra Bibbia in italiano in Internet.
33. 1 2  Paolo inequivocabile scrittore delle tre lettere pastorali in Comments on the letters to Timothy and Titus
34. ↑  The Encyclopedia Americana Volume 24, p. 160, 1956 citato da Tutta la Scrittura è ispirata da Dio e utile p. 230, Watch Tower, New York, 1971
35. ↑   Atti 20,29-30, su La Parola - La Sacra Bibbia in italiano in Internet.
36. ↑  Tertulliano, De Praescriptione Haereticorum (La prescrizione contro gli eretici), traduzione a cura di Gino Mazzoni (1929)
37. ↑   1Timoteo 6,20, su La Parola - La Sacra Bibbia in italiano in Internet.
38. ↑   1Timoteo 1,1-2, su La Parola - La Sacra Bibbia in italiano in Internet.
39. ↑   2Timoteo 3,16-17, su La Parola - La Sacra Bibbia in italiano in Internet.
40. ↑  The New Bible Dictionary, 1962, pagina 1282, Libro biblico numero cinquantaquattro: I Timoteo - Tutta La Scrittura è ispirata da Dio e utile, pag. 230, Watch Tower, New York, 1971
41. ↑   1Ti 1,6-7, su La Parola - La Sacra Bibbia in italiano in Internet.
42. ↑   1Ti 1,13, su La Parola - La Sacra Bibbia in italiano in Internet.
43. ↑   1Ti 1,19-20, su La Parola - La Sacra Bibbia in italiano in Internet.
44. ↑   1Ti 2,4, su La Parola - La Sacra Bibbia in italiano in Internet.
45. ↑   1Ti 2,6, su La Parola - La Sacra Bibbia in italiano in Internet.
46. ↑  (EN) "In Search of Diana of Ephesus" (Alla ricerca di Diana di Efeso), New York Times, 21 agosto 1994.
47. ↑   1Ti 2,9-10, su La Parola - La Sacra Bibbia in italiano in Internet.
48. ↑   1Ti 2,11-15, su La Parola - La Sacra Bibbia in italiano in Internet.
49. ↑  Raymond E. Brown, Joseph A. Fitzmyer, Roland E. Murphy, Nuovo Grande Commentario Biblico, Queriniana, 2002, p. 1175, ISBN 88-399-0054-3.
50. ↑   1Tim2,12, su laparola.net..
51. ↑   1Tim2,13-14, su laparola.net..
52. ↑   1Ti 3,1-7, su La Parola - La Sacra Bibbia in italiano in Internet.
53. ↑   1Ti 3,14-15, su La Parola - La Sacra Bibbia in italiano in Internet.
54. ↑   1Ti 4,1-7, su La Parola - La Sacra Bibbia in italiano in Internet.
55. ↑   1Ti 4,16, su La Parola - La Sacra Bibbia in italiano in Internet.
56. ↑   1Ti 5,8, su La Parola - La Sacra Bibbia in italiano in Internet.
57. ↑   1Ti 5,20-21, su La Parola - La Sacra Bibbia in italiano in Internet.
58. ↑   1Ti 6,10, su La Parola - La Sacra Bibbia in italiano in Internet.
59. ↑   1Ti 6,20-21, su La Parola - La Sacra Bibbia in italiano in Internet.
60. ↑   Critiche di studiosi sulle prove interne della prima lettera a Timoteo, su biblicaltheology.com. URL consultato il 21 aprile 2013 (archiviato dall'url originale l'8 gennaio 2014).
61. ↑  The First and Second Letter to Timothy Archiviato l'8 gennaio 2014 in Internet Archive.
62. ↑   1Timoteo 3,1-13, su La Parola - La Sacra Bibbia in italiano in Internet.
63. ↑   Tito 1,5-9, su La Parola - La Sacra Bibbia in italiano in Internet.
64. ↑   1Timoteo 5,1 - 6,2, su La Parola - La Sacra Bibbia in italiano in Internet.
65. ↑   Tito 2,1-15, su La Parola - La Sacra Bibbia in italiano in Internet.
66. ↑   1Timoteo 2,1-2, su La Parola - La Sacra Bibbia in italiano in Internet.
67. ↑   Tito 3,1,2, su La Parola - La Sacra Bibbia in italiano in Internet.
68. ↑   1Timoteo 1, 12-16, su La Parola - La Sacra Bibbia in italiano in Internet.
69. ↑   2Timoteo 1,8-15, su La Parola - La Sacra Bibbia in italiano in Internet.
70. ↑   1Timoteo 1,20, su La Parola - La Sacra Bibbia in italiano in Internet.
71. ↑   2Timoteo 2,17-18, su La Parola - La Sacra Bibbia in italiano in Internet.
72. ↑   1Timoteo 1,18, su La Parola - La Sacra Bibbia in italiano in Internet.
73. ↑   1Timoteo 6,13, su La Parola - La Sacra Bibbia in italiano in Internet.
74. ↑   2Timoteo 4,1, su La Parola - La Sacra Bibbia in italiano in Internet.
75. ↑   1Timoteo 4,14, su La Parola - La Sacra Bibbia in italiano in Internet.
76. ↑   2Timoteo 1,6, su La Parola - La Sacra Bibbia in italiano in Internet.
77. ↑   1Timoteo 1,3-7, su La Parola - La Sacra Bibbia in italiano in Internet.
78. ↑   1Timoteo 4,1-3, su La Parola - La Sacra Bibbia in italiano in Internet.
79. ↑   2Timoteo 3,1-5, su La Parola - La Sacra Bibbia in italiano in Internet.
80. ↑   2Timoteo 4,1-4, su La Parola - La Sacra Bibbia in italiano in Internet.
81. ↑   1Timoteo 6,4, su La Parola - La Sacra Bibbia in italiano in Internet.
82. ↑   1Timoteo 6,20, su La Parola - La Sacra Bibbia in italiano in Internet.
83. ↑   2Timoteo 2,14, su La Parola - La Sacra Bibbia in italiano in Internet.
84. ↑   2Timoteo 2,16, su La Parola - La Sacra Bibbia in italiano in Internet.
85. ↑   2 Timoteo 2,23, su La Parola - La Sacra Bibbia in italiano in Internet.
86. ↑   Lettera di 1 Timoteo attribuita a l'apostolo Paolo, su biblicaltheology.com. URL consultato il 21 aprile 2013 (archiviato dall'url originale l'8 gennaio 2014).
87. ↑   2Timoteo 3,16-17, su La Parola - La Sacra Bibbia in italiano in Internet.
88. ↑  Hebrew-English Edition of the Babylonian Talmud trad. di H. Freedman, Londra, 1967 citato in Perspicacia nello studio delle Scritture, paragrafo: Consiglio di Paolo circa le genealogie , volume I, pagine 1011,1012, Watch Tower, New York, 1988
89. ↑   1Timoteo 2,4-6, su La Parola - La Sacra Bibbia in italiano in Internet.
90. ↑   1Timoteo 2,4-6, su La Parola - La Sacra Bibbia in italiano in Internet.
91. ↑   1Timoteo 6,3-6, su La Parola - La Sacra Bibbia in italiano in Internet.
92. ↑   1Timoteo 1,4, su La Parola - La Sacra Bibbia in italiano in Internet.
93. ↑  Tutta la Scrittura è ispirata da Dio e utile, p. 232 paragrafo 16, Watch Tower, New York, 1971
94. ↑   1Timoteo 6,6-12, su La Parola - La Sacra Bibbia in italiano in Internet.
95. ↑   1Timoteo 6,17-19, su La Parola - La Sacra Bibbia in italiano in Internet.
96. ↑  Tutta la Scrittura è ispirata da Dio e utile, p. 232 paragrafo 18, Watch Tower, New York, 1971
97. ↑   1Timoteo 4,15-16, su La Parola - La Sacra Bibbia in italiano in Internet.
98. ↑   Il messaggio a Timoteo rilevante anche per i nostri giorni, su biblicaltheology.com. URL consultato il 21 aprile 2013 (archiviato dall'url originale l'8 gennaio 2014).